# Rourea duckei
Rourea duckei é uma espécie  de planta com flor pertencente à família Connaraceae.
A autoridade científica da espécie é Huber, tendo sido publicada em Boletim do Museo Goeldi de Historia Natural e Ethnographia. Belém. 5: 373. 1909.

## Brasil
Esta espécie  é nativa e endémica do Brasil, podendo ser encontrada nas Região Norte. Em termos fitogeográficos pode ser encontrada no domínio da Amazônia.
Não ocorrem táxons infra-específicos no Brasil.